# Liga Profissional Búlgara de Futebol A
A Primeira Liga de Futebol Profissional (em búlgaro: Първа професионална футболна лига) é a principal divisão do futebol na Bulgária.  16 times participam, no tradicional sistema todos-contra-todos em turno e returno (assim como a maioria dos campeonatos europeus e o Campeonato Brasileiro). O Campeonato Búlgaro é administrado pela Federação Búlgara de Futebol.
O campeão búlgaro ganha o direito de participar da Liga dos Campeões da Europa. O segundo e o terceiro colocados ganham vaga na Copa da UEFA junto com o campeão da Copa da Bulgária.

## Recordes

### Clubes
- Times mais vezes campeão — CSKA Sofia — 31 vezes
- Mais temporadas disputadas na 1ª divisão, entre 1924 e 2011 — Levski Sofia (73) e Slavia Sofia (72)
- Menos temporadas disputadas na 1ª divisão, entre 1924 e 2011 — Benkovski Vidin, Cherveno Zname Pavlikeni, Rozova Dolina Kazanlak, Akademik Varna, Olimpik Teteven, PFC Nesebar e PFC Chernomorets Burgas Sofia jogaram uma única temporada na 1ª divisão.
- Mais vitórias em uma única temporada — CSKA Sofia 31 de 32 jogos na temporada 2004/2005
- Menos vitórias em uma única temporada — Torpedo Ruse e Rakovski Ruse sem nenhuma vitória nessas temporadas.
- Mais derrotas em uma temporada — Rakovski Ruse (fora de 30 jogos durante a temnporada 1996/97) e Chernomorets Burgas Sofia — 29 (também fora de 30 jogos durante a temporada 2006/2007)
- Menos derrotas em uma  — Spartak Sofia (out of 22 matches during 1951), Levski Sofia (out of 18 matches during 1948/49), CSKA Sofia (then CDNA; out of 11 matches in 1958) and CSKA Sofia (out of 30 matches during 2007/2008) each did not lose a game in a single season
- Mais gols marcados em uma única temporada — Levski Sofia — 96 gols em 30 matches 9durante a temporada 2006/07
- 'Menos gols marcados em uma única temporada — CSKA Sofia (fora de 22 partidas durante a temporada e de 1951) e Spartak Sofia (também fora de 22 partidas durante a temporada e de 1951) marcaram, cada um, apenas 7 gols nesta temporada.
- Maior Vitória — CSKA Sofia 12:0 Torpedo Ruse em 1951

### Jogadores
- Mais vezes campeão — Manol Manolov pelo CSKA Sofia — 12 times
- Mais partidas disputadas na 1ª divisão — Marin Bakalov — 454 partidas pelo Botev Plovdiv, CSKA Sofia, Spartak Plovdiv, Maritsa Plovdiv e Olimpik Teteven
- 'Mais gols na 1ª divisão — Petar Zhekov — 253 goas; 8 pelo Dimitrovgrad, 101 pelo Beroe Stara Zagora e 144 pelo CSKA Sofia
- Mais gols em uma única temporada — Hristo Stoichkov — 38 gols pelo CSKA Sofia durante a  temporada 1989/90.
- Mais gols em uma única partida — Petar Mihaylov (doCSKA Sofia contra Torpedo Ruse em 1951), Ivo Georgiev (doSpartak Varna contra Spartak Plovdiv em 1995/96), Todor Pramatarov (doSlavia Sofia contra Rakovski Ruse em 1996/97) e Tsvetan Genkov (do Lokomotiv Sofia contra o Chernomorets Burgas Sofia em 2006/2007) marcaram,cada um, seis gols em cada partida.

## Artilheiros
| Ano  | Artilheiro(s)                          | Clube(s)                                 | Gols |
| ---- | -------------------------------------- | ---------------------------------------- | ---- |
| 1938 | Krum Milev                             | Slavia Sofia                             | 12   |
| 1939 | Georgi Pachedzhiev                     | AS 23 Sofia                              | 14   |
| 1940 | Yanko Stoyanov Dimitar Nikolaev        | Levski Sofia FK 13 Sofia                 | 14   |
| 1949 | Dimitar Milanov Nedko Nedev            | CSKA Sofia Cherno More Varna             | 11   |
| 1950 | Lyubomir Hranov                        | Levski Sofia                             | 13   |
| 1951 | Dimitar Milanov                        | CSKA Sofia                               | 14   |
| 1952 | Dimitar Isakov Dobromir Tashkov        | Slavia Sofia Spartak Sofia               | 10   |
| 1953 | Dimitar Minchev                        | Spartak Pleven; VVS Sofia                | 15   |
| 1954 | Dobromir Tashkov                       | Slavia Sofia                             | 25   |
| 1955 | Todor Diev                             | Spartak Plovdiv                          | 13   |
| 1956 | Pavel Vladimirov                       | Minyor Pernik                            | 16   |
| 1957 | Hristo Iliev Dimitar Milanov           | Levski Sofia CSKA Sofia                  | 14   |
| 1958 | Dobromir Tashkov Georgi Arnaudov       | Slavia Sofia Spartak Varna               | 9    |
| 1959 | Aleksandar Vasilev                     | Slavia Sofia                             | 13   |
| 1960 | Dimitar Yordanov Lyuben Kostov         | Levski Sofia Spartak Varna               | 12   |
| 1961 | Ivan Sotirov                           | Botev Plovdiv                            | 20   |
| 1962 | Nikola Yordanov Todor Diev             | Dunav Ruse Spartak Plovdiv               | 23   |
| 1963 | Todor Diev                             | Spartak Plovdiv                          | 26   |
| 1964 | Nikola Tsanev                          | CSKA Sofia                               | 26   |
| 1965 | Georgi Asparuhov                       | Levski Sofia                             | 27   |
| 1966 | Traycho Spasov                         | Marek Dupnitsa                           | 21   |
| 1967 | Petar Zhekov                           | Beroe Stara Zagora                       | 21   |
| 1968 | Petar Zhekov                           | Beroe Stara Zagora                       | 31   |
| 1969 | Petar Zhekov                           | CSKA Sofia                               | 36   |
| 1970 | Petar Zhekov                           | CSKA Sofia                               | 31   |
| 1971 | Dimitar Yakimov                        | CSKA                                     | 26   |
| 1972 | Petar Zhekov                           | CSKA Sofia                               | 27   |
| 1973 | Petar Zhekov                           | CSKA Sofia                               | 29   |
| 1974 | Petko Petkov Kiril Milanov             | Beroe Stara Zagora Levski Sofia          | 19   |
| 1975 | Ivan Pritargov                         | Botev Plovdiv                            | 20   |
| 1976 | Petko Petkov Pavel Panov               | Beroe Stara Zagora Levski Sofia          | 18   |
| 1977 | Pavel Panov                            | Levski Sofia                             | 20   |
| 1978 | Stoycho Mladenov                       | Beroe Stara Zagora                       | 21   |
| 1979 | Rusi Gochev                            | Chernomorets Burgas and Levski Sofia     | 19   |
| 1980 | Spas Dzhevizov                         | CSKA Sofia                               | 23   |
| 1981 | Georgi Slavkov                         | Botev Plovdiv                            | 31   |
| 1982 | Mihail Valchev                         | Levski Sofia                             | 24   |
| 1983 | Antim Pehlivanov                       | Botev                                    | 20   |
| 1984 | Eduard Eranosyan Emil Spasov           | Lokomotiv Plovdiv Levski Sofia           | 19   |
| 1985 | Plamen Getov                           | Spartak Pleven                           | 26   |
| 1986 | Atanas Pashev                          | Botev Plovdiv                            | 30   |
| 1987 | Nasko Sirakov                          | Levski Sofia                             | 36   |
| 1988 | Nasko Sirakov                          | Levski Sofia                             | 28   |
| 1989 | Hristo Stoichkov                       | CSKA Sofia                               | 23   |
| 1990 | Hristo Stoichkov                       | CSKA Sofia                               | 38   |
| 1991 | Ivaylo Yordanov Petar Mihtarski        | Lokomotiv Gorna Oryahovitsa Levski Sofia | 20   |
| 1992 | Nasko Sirakov                          | Levski Sofia                             | 26   |
| 1993 | Plamen Getov                           | Levski Sofia                             | 26   |
| 1994 | Nasko Sirakov                          | Levski Sofia                             | 30   |
| 1995 | Petar Mihtarski                        | CSKA Sofia                               | 24   |
| 1996 | Ivo Georgiev                           | Spartak Varna                            | 21   |
| 1997 | Todor Pramatarov                       | Slavia Sofia                             | 26   |
| 1998 | Anton Spasov Bontcho Guentchev         | Naftex Burgas CSKA Sofia                 | 17   |
| 1999 | Dimcho Belyakov                        | Litex Lovech                             | 21   |
| 2000 | Mihail Mihaylov                        | Velbazhd Kyustendil                      | 20   |
| 2001 | Georgi Ivanov                          | Levski Sofia                             | 22   |
| 2002 | Vladimir Manchev                       | CSKA Sofia                               | 21   |
| 2003 | Georgi Chilikov                        | Levski Sofia                             | 23   |
| 2004 | Martin Kamburov                        | Lokomotiv Plovdiv                        | 26   |
| 2005 | Martin Kamburov                        | Lokomotiv Plovdiv                        | 27   |
| 2006 | Milivoje Novakovič Jose Emilio Furtado | Litex Lovech Vihren e CSKA Sofia         | 16   |
| 2007 | Tsvetan Genkov                         | Lokomotiv Sofia                          | 27   |
| 2008 | Georgi Hristov                         | Botev Plovdiv                            | 19   |
| 2009 | Martin Kamburov                        | Lokomotiv Sofia                          | 17   |
| 2010 | Wilfried Niflore                       | Litex Lovech                             | 19   |
| 2011 | Garra Dembele                          | Levski Sofia                             | 26   |
| 2012 | Ivan Stoyanov Júnior Moraes            | Ludogorets Razgrad CSKA Sofia            | 16   |
| 2013 | Basile de Carvalho                     | Levski Sofia                             | 19   |
| 2014 | Wilmar Jordán Martin Kamburov          | Litex Lovech Lokomotiv Plovdiv           | 20   |
| 2015 | Natanael Batista Pimenta               | Ludogorets Razgrad                       | 12   |
| 2016 | Wilfried Niflore                       | Litex Lovech                             | 19   |
| 2017 | Garra Dembele                          | Levski Sofia                             | 26   |
| 2018 | Ivan Stoyanov Júnior Moraes            | Ludogorets Razgrad CSKA Sofia            | 16   |
| 2019 | Basile de Carvalho                     | Levski Sofia                             | 19   |
| 2020 | Wilmar Jordán Martin Kamburov          | Litex Lovech Lokomotiv Plovdiv           | 20   |
| 2021 | Natanael Batista Pimenta               | Ludogorets Razgrad                       | 12   |

### Todos os Tempos
| #  | Jogador            | Gols |
| 1  | Petar Zhekov       | 253  |
| 2  | Nasko Sirakov      | 195  |
| 3  | Dinko Dermendzhiev | 194  |
| 4  | Hristo Bonev       | 185  |
| 5  | Plamen Getov       | 164  |
| 6  | Nikola Kotkov      | 163  |
| 7  | Stefan Bogomilov   | 162  |
| 8  | Petar Mihtarski    | 158  |
| 9  | Petko Petkov       | 152  |
| 10 | Dimitar Yakimov    | 151  |

## Campeões
| Temporada | Campeão                   | Vice-Campeão                   |
| --------- | ------------------------- | ------------------------------ |
| 1924      | campeonato não finalizado |                                |
| 1925      | Cherno More Varna (1)     | Levski Sofia(1)                |
| 1926      | Cherno More Varna (2)     | Slavia Sofia(1)                |
| 1927      | campeonato interrompido   |                                |
| 1928      | Slavia Sofia (1)          | SC Vladislav(1)                |
| 1929      | Botev Plovdiv (1)         | Levski Sofia(2)                |
| 1930      | Slavia Sofia (2)          | SC Vladislav(2)                |
| 1931      | Athletic Slava 1923(1)    | PFC Spartak Varna(1)           |
| 1932      | PFC Spartak Varna (1)     | Slavia Sofia(2)                |
| 1933      | Levski Sofia (1)          | PFC Spartak Varna(2)           |
| 1934      | Cherno More Varna (3)     | Slavia Sofia(3)                |
| 1935      | Sportklub Sofia (1)       | PFC Ticha Varna(1)             |
| 1936      | Slavia Sofia (3)          | PFC Ticha Varna(2)             |
| 1937      | Levski Sofia (2)          | PFC Levski Ruse(1)             |
| 1938      | Cherno More Varna (4)     | SC Vladislav(3)                |
| 1939      | Slavia Sofia (4)          | SC Vladislav(4)                |
| 1940      | PFC Lokomotiv Sofia (1)   | Levski Sofia(3)                |
| 1941      | Slavia Sofia (5)          | PFC Lokomotiv Sofia(1)         |
| 1942      | Levski Sofia (3)          | FK Makedonija Gjorče Petrov(1) |
| 1943      | Slavia Sofia (6)          | Levski Sofia(4)                |
| 1944      | campeonato não finalizado |                                |
| 1945      | PFC Lokomotiv Sofia (2)   | Sportist Sofia(1)              |
| 1946      | Levski Sofia (4)          | PFC Lokomotiv Sofia(2)         |
| 1947      | Levski Sofia (5)          | PFC Lokomotiv Sofia(3)         |
| 1948      | CSKA Sofia (1)            | Levski Sofia(5)                |
| 1949      | Levski Sofia (6)          | CSKA Sofia(1)                  |
| 1950      | Levski Sofia (7)          | Slavia Sofia(4)                |
| 1951      | CSKA Sofia (2)            | Spartak Sofia(1)               |
| 1952      | CSKA Sofia (3)            | Spartak Sofia(2)               |
| 1953      | Levski Sofia (8)          | CSKA Sofia(2)                  |
| 1954      | CSKA Sofia (4)            | Slavia Sofia(5)                |
| 1955      | CSKA Sofia (5)            | Slavia Sofia(6)                |
| 1956      | CSKA Sofia (6)            | Levski Sofia(6)                |
| 1957      | CSKA Sofia (7)            | PFC Lokomotiv Sofia(4)         |
| 1958      | CSKA Sofia (8)            | Levski Sofia(7)                |
| 1959      | CSKA Sofia (9)            | Slavia Sofia(7)                |
| 1960      | CSKA Sofia (10)           | Levski Sofia(8)                |
| 1961      | CSKA Sofia (11)           | Levski Sofia(9)                |
| 1962      | CSKA Sofia (12)           | FC Spartak Plovdiv (1)         |
| 1963      | FC Spartak Plovdiv (1)    | PFC Botev Plovdiv(1)           |
| 1964      | PFC Lokomotiv Sofia (3)   | Levski Sofia(10)               |
| 1965      | Levski Sofia (9)          | PFC Lokomotiv Sofia(5)         |
| 1966      | CSKA Sofia (13)           | Levski Sofia(11)               |
| 1967      | Botev Plovdiv (2)         | Slavia Sofia(8)                |
| 1968      | Levski Sofia (10)         | CSKA Sofia(3)                  |
| 1969      | CSKA Sofia (14)           | Levski Sofia(12)               |
| 1970      | PFC Levski Sofia (11)     | CSKA Sofia(4)                  |
| 1971      | CSKA Sofia (15)           | Levski Sofia(13)               |
| 1972      | CSKA Sofia (16)           | Levski Sofia(14)               |
| 1973      | CSKA Sofia (17)           | Lokomotiv Plovdiv(1)           |
| 1974      | PFC Levski Sofia (12)     | CSKA Sofia(5)                  |
| 1975      | CSKA Sofia (18)           | Levski Sofia(15)               |
| 1976      | CSKA Sofia (19)           | Levski Sofia(16)               |
| 1977      | PFC Levski Sofia (13)     | CSKA Sofia(6)                  |
| 1978      | Lokomotiv Sofia (4)       | CSKA Sofia(7)                  |
| 1979      | PFC Levski Sofia (14)     | CSKA Sofia(8)                  |
| 1980      | CSKA Sofia (20)           | Slavia Sofia(9)                |
| 1981      | CSKA Sofia (21)           | Levski Sofia(17)               |
| 1982      | CSKA Sofia (22)           | Levski Sofia(18)               |
| 1983      | CSKA Sofia (23)           | Levski Sofia(19)               |
| 1984      | PFC Levski Sofia (15)     | CSKA Sofia(9)                  |
| 1985      | PFC Levski Sofia (16)     | CSKA Sofia(10)                 |
| 1986      | Beroe Stara Zagora (1)    | PFC Botev Plovdiv(1)           |
| 1987      | CSKA Sofia (24)           | Levski Sofia(20)               |
| 1988      | PFC Levski Sofia (17)     | CSKA Sofia(11)                 |
| 1989      | CSKA Sofia (25)           | Levski Sofia(21)               |
| 1990      | CSKA Sofia (26)           | Slavia Sofia(10)               |
| 1991      | F.C. Etar (1)             | CSKA Sofia(12)                 |
| 1992      | CSKA Sofia (27)           | Levski Sofia(22)               |
| 1993      | Levski Sofia (18)         | CSKA Sofia(13)                 |
| 1994      | Levski Sofia (19)         | CSKA Sofia(14)                 |
| 1995      | Levski Sofia (20)         | PFC Lokomotiv Sofia(6)         |
| 1996      | Slavia Sofia (7)          | Levski Sofia(23)               |
| 1997      | CSKA Sofia (28)           | PFC Neftochimic Burgas(1)      |
| 1998      | Litex Lovech(1)           | Levski Sofia(24)               |
| 1999      | Litex Lovech(2)           | Levski Sofia(25)               |
| 1999-00   | Levski Sofia (21)         | CSKA Sofia(15)                 |
| 2000-01   | Levski Sofia (22)         | CSKA Sofia(16)                 |
| 2001-02   | Levski Sofia (23)         | PFC Litex Lovech(1)            |
| 2002-03   | CSKA Sofia (29)           | Levski Sofia(26)               |
| 2003-04   | Lokomotiv Plovdiv(1)      | Levski Sofia(27)               |
| 2004-05   | CSKA Sofia (30)           | Levski Sofia(28)               |
| 2005-06   | Levski Sofia (24          | CSKA Sofia(17)                 |
| 2006-07   | Levski Sofia (25)         | CSKA Sofia(18)                 |
| 2007-08   | CSKA Sofia (31)           | Levski Sofia(29)               |
| 2008-09   | Levski Sofia (26)         | CSKA Sofia(19)                 |
| 2009-10   | Litex Lovech(3)           | CSKA Sofia(20)                 |
| 2010-11   | Litex Lovech(4)           | Levski Sofia(30)               |
| 2011-12   | Ludogorets(1)             | CSKA Sofia(21)                 |
| 2012-13   | Ludogorets(2)             | Levski Sofia(31)               |
| 2013-14   | Ludogorets(3)             | CSKA Sofia(22)                 |
| 2014-15   | Ludogorets(4)             | PFC Beroe Stara Zagora(1)      |
| 2015-16   | Ludogorets (5)            | Levski Sofia (32)              |
| 2016-17   | Ludogorets (6)            | Litex Lovech(2)                |
| 2017-18   | Ludogorets (7)            | Litex Lovech(3)                |
| 2018-19   | Ludogorets (8)            | Litex Lovech(4)                |
| 2019-20   | Ludogorets (9)            | Litex Lovech(5)                |
| 2020-21   | Ludogorets (10)           | Lokomotiv Plovdiv(1)           |
| 2021-22   | Ludogorets (11)           | Litex Lovech(6)                |
| 2022-23   | Ludogorets (12)           | CSKA Sofia(23)                 |
| 2023-24   | Ludogorets (13)           | Cherno More Varna              |
| 2024-25   | Ludogorets (14)           | Levski Sofia                   |

## Performance por Clube
| Clube               | Títulos | Vices | ediçoes |
| ------------------- | ------- | ----- | --- |
| CSKA Sofia          | 31      | 22    | 1948, 1951, 1952, 1954, 1955, 1956, 1957, 1958, 1959, 1960, 1961, 1962, 1966, 1969, 1971, 1972, 1973, 1975, 1976, 1980, 1981, 1982, 1983, 1987, 1989, 1990, 1992, 1997, 2003, 2005, 2008 |
| Levski Sofia        | 26      | 32    | 1933, 1937, 1942, 1946, 1947, 1949, 1950, 1953, 1965, 1968, 1970, 1974, 1977, 1979, 1984, 1985, 1988, 1993, 1994, 1995, 2000, 2001, 2002, 2006, 2007, 2009                               |
| Ludogorets Razgrad  | 14      | 0     | 2012, 2013, 2014, 2015, 2016, 2017, 2018, 2019,2020, 2021, 2022, 2023, 2024, 2025 |
| Slavia Sofia        | 7       | 10    | 1928, 1930, 1936, 1939, 1941, 1943, 1996 |
| Lokomotiv Sofia     | 4       | 6     | 1940, 1945, 1964, 1978 |
| Cherno More Varna   | 4       | 6     | 1925, 1926, 1934, 1938 |
| Litex Lovech        | 4       | 6     | 1998, 1999, 2010, 2011 |
| Botev Plovdiv       | 2       | 2     | 1929, 1967 |
| Spartak Varna       | 1       | 2     | 1932 |
| Spartak Plovdiv     | 1       | 1     | 1963 |
| Lokomotiv Plovdiv   | 1       | 1     | 2004 |
| Beroe Stara Zagora  | 1       | 1     | 1986 |
| Etar Veliko Tarnovo | 1       | –     | 1991 |
| Sportklub Sofia     | 1       | –     | 1935 |
| Athletic Slava 1923 | 1       | –     | 1931 |
| Spartak Sofia       | 0       | 2     | |

- PFC Cherno More Varna, foi criado depois que Vladislav (Varna) e Ticha (Varna) se fundiram. Os títulos incluem os ganhos por ambas as equipes.